# Куинсберри-хаус
Куинсберри-хаус (англ. Queensberry House) — здание XVII века, которое сейчас является памятником архитектуры категории А. Стоит на южной стороне Кэнонгейта, Эдинбург, Шотландия, включено в комплекс шотландского парламента на его северо-западном углу. В нём находятся офис председательствующего, двух заместителей председателя, главы парламента и других сотрудников.

## История
Куинсберри-хаус первоначально был построен как «Grand Lodging» для леди Маргарет Дуглас из Балмакелли
В 1681 году для Чарльза Мейтленда, лорда Хаттона особняк был перестроен. Археологические раскопки перед зданием комплекса шотландского парламента обнаружили свидетельства обработки металла на кухне, вероятно, связанные с пробирной обработкой и аффинажем драгоценных металлов. Учитывая, что лорд Хаттон был мастером Шотландского монетного двора, археологи предположили, что кухня могла быть преобразована в мастерскую для обесценивания денег с Королевского монетного двора.
Затем дом был куплен Уильямом Дугласом, 1-м герцогом Куинсберри в 1686 году. Он умер в доме в 1695 году, а затем дом перешёл его сыну Джеймсу Дугласу, 2-му герцогу Куинсберри, который был одним из шотландских пэров, подписавших Союзный договор в 1707 году. Общественная реакция на его участие в договоре была резкой, так как это было сочтено предательским и корыстным (он получил титулы и деньги за своё участие), а его дом подвергся нападению эдинбургской толпы.
После его смерти в 1711 году дом перешёл его второму сыну Чарльзу Дугласу, который родился в доме в 1698 году. Его жена Кэтрин, герцогиня Куинсберри, была покровительницей поэта Джона Гея, который несколько раз приезжал сюда.
С открытием Нового города многие из богатых переехали из этого района. Дом перестал быть основной резиденцией герцогов и был превращен в арендуемое жилище. В конце концов в 1801 году он был продан Уильяму Эйчисону, который снял все детали интерьера, такие как деревянные панели и прекрасные камины.
С 1803 по 1996 год здание использовалось как больница. Сюда входит период эпидемии холеры в 1830-х годах, когда Куинсберри-хаус использовался специально в качестве холерного госпиталя.
В 1850-х годах это был Дом-убежище и ночлежка для бездомных, который использовался в этом качестве до Второй мировой войны. В 1945 году он стал домом для престарелых бездомных. В 1997 году дом был приобретён правительством Шотландии.

## В популярной культуре
Действие романа Иэна Рэнкина «В темноте» из серии «Инспектор Ребус», впервые опубликованного в 2000 году, частично происходит в Куинсберри-хаусе во время реконструкции нового здания парламента.

## Призрак
Есть свидетельства, что в этом здании нередко «обитает» кухонный мальчик, которого жарил и ел Джеймс Дуглас, безумный граф Драмланриг, в 1707 году.